# Vesna Mašić
Vesna Mašić (Sarajevo, 12. veljače 1947.) bosanskohercegovačka glumica

## Životopis
Veći dio karijere provela je glumeći u kazalištu gdje je odigrala desetine zapaženih uloga za koje je je bila višestruko nagrađivana, također i filmska glumica.

## Nagrade
- Šestoaprilske nagrade Grada Sarajeva 1982. godine.

## Uloge
- Cirkus Columbia (2010.)
- Snijeg (2008.)
- Zlatna jabuka i devet paunica (1987.)
- Voz za sjever, voz za jug (1972.)